# George Selwyn
George Augustus Selwyn (Hampstead, 5 aprile 1809 – Lichfield, 11 aprile 1878) è stato un missionario e vescovo anglicano britannico, primo vescovo della Nuova Zelanda.

## Biografia
Diventò il primo vescovo anglicano della Nuova Zelanda, che comprendeva anche la Melanesia (Nuova Caledonia, isole Salomone e Nuove Ebridi) dal 1841 al 1869. La sua diocesi fu in seguito suddivisa e Selwyn divenne il metropolita della Nuova Zelanda dal 1858 al 1868. Ritornato in Gran Bretagna, divenne vescovo di Lichfield dal 1868 al 1878.
Fu educato a Eton College e al St. John’s College, a Cambridge. Nel 1833 fu ordinato diacono e curate di Windsor. Diventato vescovo della Nuova Zelanda, imparò a predicare in lingua māori (imparata con un Maori durante il viaggio tra la Gran Bretagna e la Nuova Zelanda).
Il Selwyn College è uno dei collegi costituenti l'Università di Cambridge. È stato fondato nel 1882 in memoria di George Selwyn.